# Pedro Subijana
Pedro Subijana Reza (San Sebastián, 5 de noviembre de 1948) es un cocinero español de reconocido prestigio que dirige, actualmente, el restaurante Akelarre en San Sebastián.

## Biografía
Empezó en la Escuela de Hostelería de la Casa de Campo, en Madrid. Después, pasó a formarse como alumno en la Escuela de Hostelería de Luis Irizar en Zarauz, de la que llegaría a ser profesor. Tras sus primeros pasos profesionales en Tolosa, Hernani, Madrid y Estella, llega al restaurante Akelarre como cocinero. 
En 1975 se pone al frente del restaurante Akelarre, que de su mano alcanza las más altas distinciones en prestigiosas guías gastronómicas, entrando a formar parte de Relais&Chateaux y  Les Grandes Tables du Monde. 
Con vocación educadora, ha defendido siempre la importancia de que se imparta la asignatura de Nutrición en los centros escolares. Como profesor, ha impartido cursos gastronómicos en diversas instituciones americanas y europeas, así como en empresas y escuelas de formación españolas. 
Ha sido impulsor de algunas de las principales iniciativas de difusión de la alta cocina de nuestro país, como la Nueva Cocina Vasca entre 1976 y 1978 y Euro-Toques en 1986, de la que ha sido fundador junto a Juan Mari Arzak y otros Chefs europeos, Comisario General por España, Presidente Internacional y Presidente Español hasta finales de abril de 2018. También es impulsor y patrono del Basque Culinary Center de San Sebastián. Es además Profesor asociado de la Universidad de Navarra. 
En 1992 inició la difusión en Euskal Telebista del programa La cocina de Pedro Subijana, con más de 1 400 programas emitidos desde 1992.

## Algunos premios y reconocimientos recibidos
- 1978 Primera estrella de la guía Michelin
- 1979 Premio Nacional de Gastronomía al Mejor Cocinero
- 1982 Premio Club Gourmets al Mejor Cocinero de España.
- 1982 Segunda estrella de la guía Michelin
- 1997 El Grupo Gourmets le concede de nuevo, el Premio al Cocinero del año.
- 1999 Mejor Cocinero en "Lo Mejor de la Gastronomía".
- 2000 Premio Alimentos de España 2001.
- 2003 Es nombrado Presidente de Eurotoques Internacional.
- 2006 Recibe la 3ª Estrella Michelin.
- 2011 Es reconocido por la Federación Española de Hostelería en los Premios Nacionales de Hostelería.
- 2015 Recibe el tambor de oro de San Sebastián.
- 2016 Galardonado con el Premio Nacional de Gastronomía Lola Torres en O Grove.
- 2016 Medalla de Oro al Mérito en las Bellas Artes (Ministerio de Cultura y Deportes)[1]
- 2017 Medalla al Mérito de las Bellas Artes
- 2017 Premios Pilpil
- 2017 Premio Lo Mejor de la gastronomía

Su cocina ha obtenido una puntuación de 9'5 en Gourmetour 2002, 4 soles en la Guía Campsa de 2002. Su restaurante es miembro de la Asociación Relais Châteaux.[cita requerida] En 2007 le otorgaron la tercera (3.ª) estrella de la Guía Michelín.

## Libros publicados
- Menú del día I (1992).
- Menú del día II (1993).
- Denok sukaldari (1994).
- Cocina riojana (coautor junto con Lorenzo Cañas).
- Mis recetas de la tele (1995)
- Pedro Subijana cocinando para Inasmet (1998).
- La cocina vasca de Pedro Subijana (1999).
- La cocina vasca para el Grupo Ingeteam (1999).
- La cocina de Akelarre, el sueño de Pedro Subijana (Everest, 2001).
- La cocina doméstica de Pedro Subijana (Astamenda-Ttarttalo, 2003).
- Akelarre (Everest, 2011)
- BASQUE Territorio Creativo (Spainmedia Books, 2016)